# Hans Pfitzner
Hans Erich Pfitzner (Moskou, 5 mei 1869 – Salzburg, 22 mei 1949) was een Duits componist, dirigent, muziekpedagoog, operaregisseur en hoogleraar.

## Levensloop
Hans Pfitzner stamde uit een muzikale familie. Tijdens zijn jeugd werkte zijn vader als violist aan het opera theater van Moskou en later in 1872 als eerste violist aan het gemeentelijk theater van Frankfurt am Main. Van 1886-1890 studeerde hij aan het Dr. Hoch’s Konservatorium van Frankfurt, piano bij James Kwast en compositie bij Iwan Knorr.
Van 1892-1893 had hij zijn eerste aanstelling als piano- en muziektheoriedocent aan het conservatorium van Koblenz en bekleedde tevens de post van onbetaald dirigent aan het Stadttheater van Mainz, waar zijn eerste opera Der arme Heinrich in 1895 in première ging. In 1897 ging hij naar Berlijn waar hij compositie en dirigeren onderwees aan het Sternsche Conservatorium. In 1903 werd Pfitzner eerste kapelmeester aan het Berlijnse Theater des Westens. Onder leiding van Gustav Mahler ging in 1905 aan de Wiener Hofoper zijn tweede opera Die Rose von Liebesgarten in première.
In 1908 leidde hij het Städtische Konservatorium en het Symfonieorkest van Straatsburg en hij had vanaf 1910 ook de muzikale leiding van de Straatsburger opera.Tussen 1909 en 1915 componeerde hij zijn belangrijkste werk, het muzikale drama Palestrina op een door hem zelf geschreven libretto. Onder Bruno Walter vond in 1917 de première ervan plaats aan de Hofoper van München.

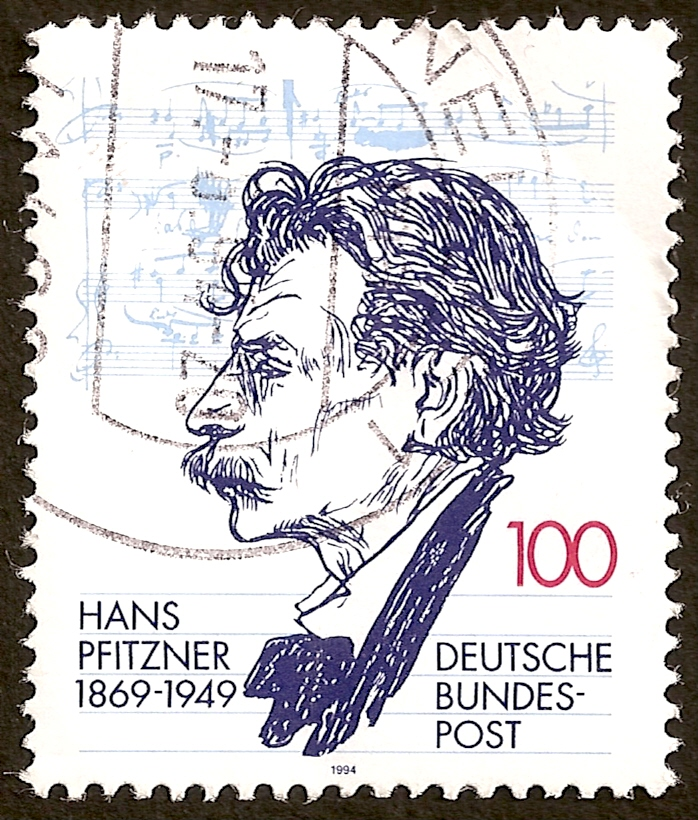

Toen de Eerste Wereldoorlog geëindigd was en de Elzas bij Frankrijk kwam, moest hij terug naar Duitsland.
Van 1920-1929 doceerde hij een masterclass in compositie aan de Preußische Akademie der Künste in Berlijn en van 1930-1934 doceerde hij in München.Tot zijn dood in 1949 had hij geen vaste aanstelling en was hij constant op pad als dirigent, operaproducer en pianist.

### Persoonlijk leven
In 1899 trouwt Pfitzner met Mimi Kwast, de dochter van zijn pianoleraar. Het paar krijgt drie kinderen. Een vierde kind, Johannes, sterft kort na de geboorte in 1911. Zijn oudste zoon, Paul, sterft in 1936 na een langdurige hersenziekte, zijn depressieve dochter Agnes pleegt zelfmoord in 1939 na een slecht huwelijk met een SS-officier en zijn jongste zoon, Peter, met wie hij geen goed contact had, sneuvelt in 1944 aan het oostfront. Zijn vrouw, Mimi, was reeds in 1926 overleden. In 1939 trouwt Pfitzner met Mali Stoll, hij is dan 70 jaar en zij 56.
In 1942 ontsnapten Pfitzner en zijn vrouw Mali aan de dood bij een bomaanval in de buurt van Neurenberg, waarbij de slaapwagen van de trein waarmee ze reisden volledig werd verwoest. In 1943 werd zijn huis in München door bommen getroffen en verhuisde het paar naar Wenen-Rodaun.

## Pfitzner en de nazi’s
Hans Pfitzner was een Duits staatsburger met een selectieve affiniteit met de ideologie van het nationaalsocialisme. In de praktijk had hij meer met de eerste helft van de partijnaam (nationaal) op dan met het tweede gedeelte (socialisme), omdat alles wat Goebbels wilde en promootte, zoals het idee van trouw en de cultus rond een persoon, de rol van populaire muziek en entertainmentfilm, door de elitaire misantroop Pfitzner afgewezen werd.
Pfitzner was een nationalist, een chauvinist en een antisemiet in hart en nier. Al in de Weimarrepubliek leidde dit bij hem tot een steeds sterker verzet tegen de republiek en de democratie, tot haat tegen het internationalisme en alle moderne kunststromingen in de zin van “Entartete Kunst” en tot “het verlangen naar een sterke staat beschermd door het leger". Pfitzner beoordeelde de voorspoed en legitimiteit van een politiek systeem voornamelijk op wat voor heil het op zijn eigen werk en zijn persoon had.
In februari 1923 bezocht de toen nog vrijwel onbekende Hitler de beroemde componist Pfitzner, die toen in een ziekenhuis lag voor een behandeling aan zijn galstenen. Pfitzner, met in gedachten zijn collegae en vrienden Gustav Mahler en Bruno Walter, probeerde zijn standpunt over goede en slechte Joden duidelijk te maken aan Hitler, maar ze waren het als oudgedienden van de Eerste Wereldoorlog alleen maar eens over de ‘schande van Versailles’ en niet over de ‘Jodenproblematiek’. Daar had Hitler een totaal andere mening over.
Ook in het Derde Rijk probeerde Pfitzner het volkomen denkbeeldige onderscheid te handhaven tussen een goede jood die nationaal denkt en een slechte jood die internationaal denkt, wat gezien het raciaal antisemitisme een illusie is. Zoals de meeste van zijn tijdgenoten, zelfs de joodse, was ook Pfitzner daar voor, maar hij wilde het raciale argument in het geval van de joden aanvullen met een ideologisch aspect.
In 1926 schreef Pfitzner in zijn Gesammelte Schriften: “Anti-Duits, in welke vorm dan ook, als atonaliteit, internationaliteit, Amerikanisme, Duits pacifisme, vernietigt ons bestaan, onze cultuur van alle kanten en daarmee ook de Europese cultuur”.
Pfitzner was over het algemeen een belangrijk persoon in het cultuurbeleid van de nationaalsocialisten, mede door zijn essay Futuristengefahr uit 1917 waarin hij waarschuwt voor alle nieuwe ‘on-Duitse’ muziek. Hij nam deel aan vele representatieve evenementen en sinds 1936 was hij lid van de Reichskultursenat.
In het handboek Führer durch die Opern uit 1940 betitelt musicoloog en componist Friedrich Welter Pfitzner als "volks in de edelste zin".
Pfitzner beklaagde zich vaak bij de nazitop over het feit dat de muziek van Richard Strauss, Verdi en Puccini, die hij volkomen ‘on-Duits’ vond, meer werd uitgevoerd dan zijn eigen muziek. De nazi’s vonden Pfitzner irritant. "Niet afwijzen, maar waar mogelijk negeren", was de officiële tactiek van Goebbels ten opzichte van Pfitzner. Hitler bezocht nooit een uitvoering met werken van Pfitzner.
Na de uitvoering van Pfitzners opera Das Herz in Ulm in 1938, was het even stil rond Pfitzner. Toen hij zich hierover ging beklagen bij nazicultuurfunctionarissen, werd hij na het begin van de Tweede Wereldoorlog door vooraanstaande nazifunctionarissen uitgenodigd om “als de meest Duitse van de hedendaagse Duitse componisten" zijn werken uit te voeren in de bezette gebieden zoals Nederland, de Elzas en Parijs. Pfitzner dirigeerde zijn eigen werken in bezet Nederland in 1941 en woonde in 1942 een uitvoering van zijn opera Palestrina bij in bezet Parijs. Soms was Hitler gereserveerd over de componist. De volgende notitie is te vinden in de Berlijnse federale archieven (bestanden van de Reichskulturkammer):

.... De Führer stemt in met een bescheiden eer voor Hans Pfitzner op zijn 75ste verjaardag. Er moet echter niet al te veel ophef over Pfitzner zijn. Voor zover men kan spreken van goede stukken van Pfitzner, moet het beste worden uitgevoerd. In dit verband is opnieuw de vraag gerezen of Pfitzner half of kwart joods is. Ik vraag jullie mening hierover.....

Op 20 februari 1940 maakte het "Gauhauptstelle für politische Beurteilung" van de NSDAP (München) een beoordeling van Pfitzner: "Geconstateerd is dat Pfitzner zich verzet tegen het nationaalsocialisme. Lidmaatschap van partijorganisaties is niet bekend, maar wordt ook niet uitgesloten".

### Vriendschap met Hans Frank

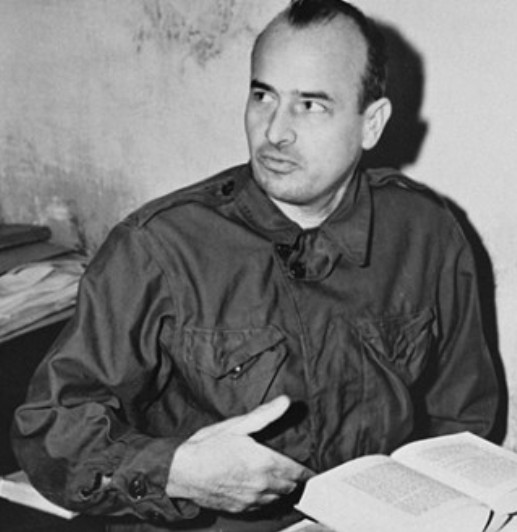
Hans Frank in de dodencel, november 1945

Pfitzner heeft altijd geweigerd om muziek te schrijven voor speciale evenementen, wat zelfs Richard Strauss voor de Olympische Spelen van 1936 wel had gedaan. Er is echter één uitzondering. Die Krakauer Begrüssung op. 54, opgedragen aan de Gouverneur-generaal van Polen Hans Frank, die als bijnaam “Polenschlächter” (Polenmoordenaar) had en onder wiens jurisdictie Auschwitz lag, dateert uit 1944. Het werk is nooit uitgegeven. Volgens Pfitzners eigen zeggen is het in opdracht van Frank geschreven en gaat het om een korte, incidentele compositie, ..”mijn pen niet onwaardig. . ., zeer goed klinkend en gedenkwaardig”. Het orkestwerk ging begin december 1944 in première in Krakau, bezet Polen, onder leiding van Hans Swarowsky (Pfitzner dirigeerde zelf de herhaling). Het was overigens niet Pfitzners enige compositie gewijd aan een politicus: al in 1916 had hij Zwei deutsche Gesänge op. 25; 1915/1916, opgedragen aan grootadmiraal Alfred von Tirpitz.
Hans Frank was een beschermheer van Pfitzner, maar ook van andere grote musici van het Derde Rijk, een man met enorm veel respect en liefde voor cultuur en (vooral) muziek. Frank nodigde Pfitzner meermaals uit voor concerten in Krakau, hetgeen Pfitzner zeer op prijs stelde. Ze beschouwden elkaar als vriend. Pfitzner had totaal niet in de gaten wat er uit naam van Frank allemaal gebeurde. Het is typerend voor Pfitzner dat hij Frank een telegram stuurde toen hij in oktober 1946 in de dodencel in Neurenberg zat: “Beste vriend Frank. Beschouw deze warme groet als een teken van solidariteit, ook in moeilijke tijden. Altijd uw dr. Hans Pfitzner."

## Laatste jaren

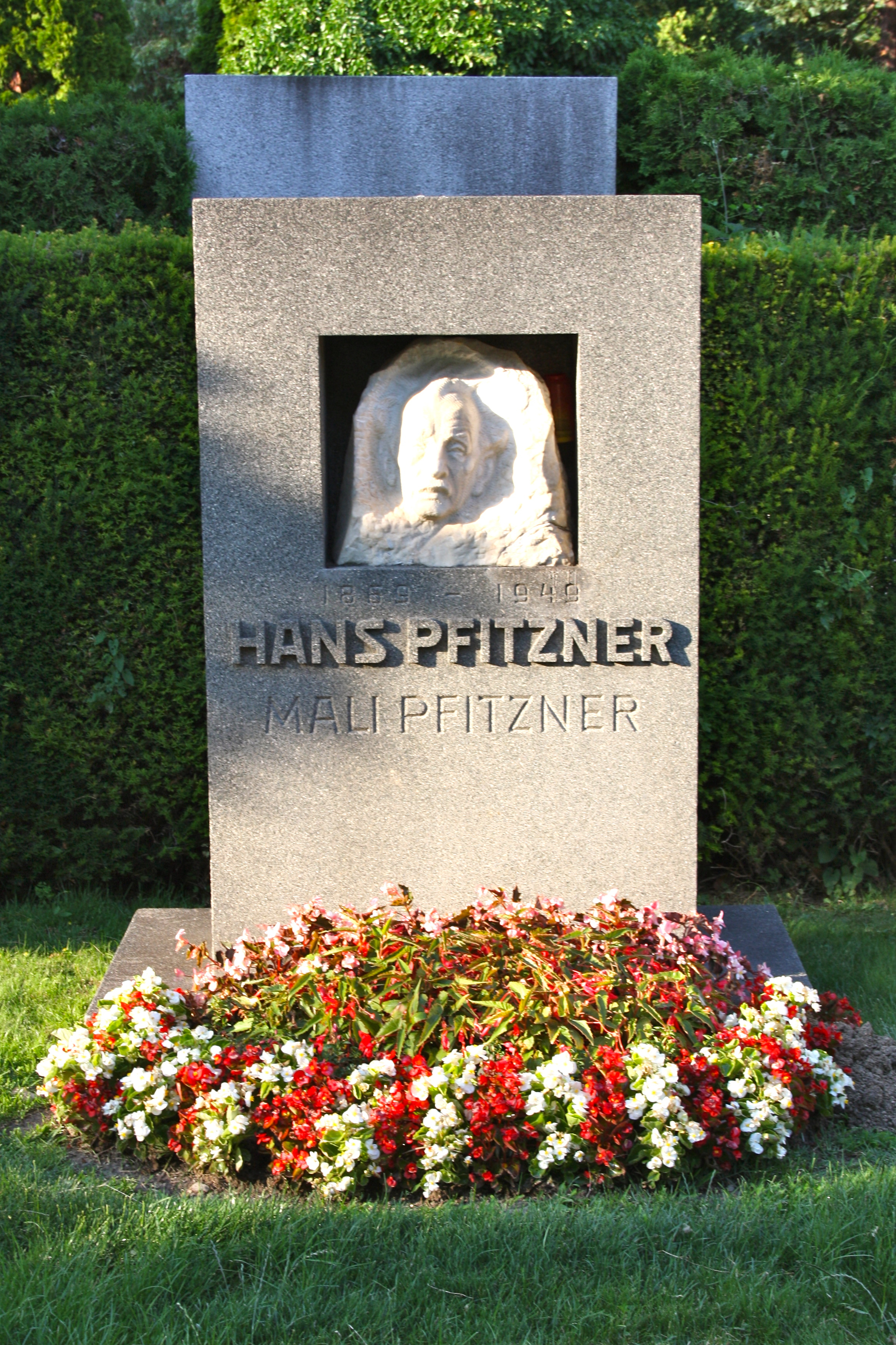
Eregraf van Hans Pfitzner

Zelfs na de oorlog in juni 1945 was Pfitzner nog overtuigd van de goede bedoelingen van Hitler. Hij schreef toen.... “Hitler wilde zijn vaderland weer sterk en vrij maken en bovendien Europa een grote dienst bewijzen door alle joden eruit te verdrijven, en als het moest, radicaal uitroeien. Wereldjodendom is een probleem en inderdaad een rassenprobleem. (...) Het was van nature proletarisch waardoor hij de positie innam van de verdelger die een bepaald type insect moet uitroeien. Dus hem is niet het 'waarom' te verwijten, niet 'dat hij het deed', maar alleen het 'hoe' hij de taak aanpakte, de razende onhandigheid die toen, in de loop van de gebeurtenissen, leidde tot de gruweldaden die hem verweten worden.”
In 1948 werd Pfitzner mede door verklaringen van collegae vrienden als Walter Braunfels, Hans Franke, Hans Knappertsbusch, Hans Rosbaud, Arnold Schönberg, Bruno Walter en zelfs van Alma Mahler (de weduwe van Gustav Mahler) en Carl Zuckmayer vrij gesproken van vervolging en werd hij geclassificeerd als "niet beïnvloed door de wet" door de Spruchkammer München als onderdeel van het denazificatieproces.
In oktober 1948 kreeg Pfitzner een beroerte waarvan hij weer herstelde. In februari 1949 nam hij deel aan repetities voor de eerste naoorlogse uitvoering van de opera Palestrina in Wenen. De Wiener Philharmoniker bood hem een appartement aan in de Kustodenstöckl, Belvédère, waar Anton Bruckner het laatste jaar van zijn leven had doorgebracht. Pfitzner vond het niet erg om weer naar Wenen te gaan, maar het is er nooit van gekomen. Op weg om zijn 80ste verjaardag te vieren in zijn woonplaats Frankfurt, kreeg hij zijn tweede beroerte in Salzburg. Op zijn verjaardag, 5 mei, maakte hij nog een uitvoering van zijn symfonie in C-majeur mee in het Mozarteum. Pfitzner stierf op 22 mei in Salzburg, de geboortedag van Richard Wagner. Drie dagen later was er een herdenkingsdienst in het Mozarteum.
Hoewel Pfitzner in zijn testament had aangegeven dat hij naast zijn eerste vrouw Mimi op de begraafplaats van Schöndorf begraven wilde worden, zorgde de Wiener Philharmoniker ervoor dat hij een eregraf kreeg op de Weense Centrale Begraafplaats (groep 14 C, nummer 16)
In een korte necrologie over Hans Pfitzner schrijft de redactie van Mens en Melodie in de juni uitgave van 1949 o.a. het volgende,....Pfitzner werd als knap vakman gerespecteerd, doch zijn werken, die tot de late romantiek behoren, vonden weinig weerklank. In ons land kent men Pfitzner heel weinig. Weliswaar werd zijn muziek gedurende de bezettingsjaren met name voor de radio enige tijd ijverig gepropageerd, en de bejaarde Pfitzner werd in de oorlogsjaren enige malen naar ons gesleept, om bij deze uitvoeringen aanwezig te zijn, doch hij was geen nazi-figuur, en de Duitse cultuurpropagandisten lieten hem betrekkelijk spoedig weer links liggen...
Bekende leerlingen van Pfitzner waren Sem Dresden, Otto Klemperer, Charles Münch en Carl Orff.

## Composities

### Werken voor orkest
- 1887 Scherzo c klein, voor orkest - (opgedragen aan de Berliner Philharmoniker)
- 1888 Concert a klein, voor cello en orkest
- 1922 Concert Es groot, voor piano en orkest, op. 31
- 1923 Concert b klein, voor viool en orkest, op. 34
- 1932 Symfonie cis klein, voor orkest, op. 36a (bewerking van het Strijkkwartet cis klein, op. 36)
- 1935 Concert in G groot, voor cello en orkest, op. 42
- 1937 Duo, voor viool, cello en klein orkest, op. 43
- 1939 Kleine symfonie G groot, voor orkest, op. 44
- 1940 Elegie und Reigen, voor orkest, op. 45
- 1940 Symfonie in C groot, voor orkest, op. 46 (opgedragen aan zijn vrienden)
- 1944 Concert in a klein, voor cello en orkest, op. 52
- 1944 Krakauer Begrüßung, voor orkest, op. 54
- 1947 Fantasie in a klein, voor orkest, op. 56

### Werken voor harmonieorkest
- Mars uit de muziek tot het toneelstuk "Das Käthchen von Heilbronn" van Heinrich von Kleist - bewerking: Hermann Büchel
- Preludium tot de 1e akte van de opera "Palestrina" - bewerking: Wil van der Beek

### Muziektheater

#### Opera's
| Voltooid in           | titel                             | aktes                         | première                                                                                          | libretto                                                 |
| --------------------- | --------------------------------- | ----------------------------- | ------------------------------------------------------------------------------------------------- | -------------------------------------------------------- |
| 1891-1893             | Der arme Heinrich, WoO 15         | 3 bedrijven                   | 2 april 1895, Mainz, Stedelijk theater                                                            | James Grun, gedicht naar een legende uit de middeleeuwen |
| 1897-1900             | Die Rose vom Liebesgarten, WoO 16 | Voorspel, 2 bedrijven, naspel | 9 november 1901, Elberfeld, Stedelijk theater                                                     | James Grun                                               |
| 1906; 2e versie: 1917 | Das Christ-Elflein, op. 20        | 2 bedrijven                   | 1e versie: 11 december 1906, München, Hoftheater; 2e versie: 11 december 1917, Dresden, Hofopera  | Ilse von Stach                                           |
| 1912-1915             | Palestrina, WoO 17                | 3 bedrijven                   | 12 juni 1917, München, Prinzregententheater                                                       | van de componist (1909-1911)                             |
| 1930-1931             | Das Herz op. 39                   | 3 bedrijven, 4 taferelen      | 12 november 1931 tegelijkertijd: Berlijn, Staatsoper Unter den Linden en München, Nationaltheater | Hans Mahner-Mons                                         |

#### Toneelmuziek
- 1889-1890 Das Fest auf Solhaug, WoO 18 - tekst: Henrik Ibsen
- 1905 Das Käthchen von Heilbronn, op. 17 - tekst: Heinrich von Kleist
- 1906 Gesang der Barden uit Die Hermannsschlacht, voor mannenkoor, 6 hoorns, 4 violen en 4 cello's, WoO 19 - tekst: Heinrich von Kleist

### Werken voor koor
- 1888 Der Blumen Rache, voor alt, vrouwenkoor en orkest - tekst: Ferdinand Freiligrath
- 1905 Columbus, voor achtstemmig gemengd koor a capella (voor de 100 jaar geleden overleden Friedrich von Schiller, op. 16 - tekst: Friedrich von Schiller
- 1921 Von deutscher Seele, romantische cantate voor 2 sopranen, 2 alt, 2 tenoren, 2 bariton, gemengd koor, groot orkest en orgel, op. 26 - tekst: Joseph von Eichendorff
- 1929-1930 Koorfantasie: Das dunkle Reich, voor sopraan, bariton, gemengd koor, orkest en orgel, op. 38 - tekst: Michelangelo Buonarroti, Johann Wolfgang von Goethe, Richard Dehmel en Conrad Ferdinand Meyer
- 1941 Fons salutifer, voor gemengd koor, orkest en orgel, op. 48 - tekst: Erwin Guido Kolbenheyer
- 1948-1949 Urworte. Orphisch, cantate voor solisten, gemengd koor, orkest en orgel, op. 57 - tekst: Johann Wolfgang von Goethe

### Kamermuziek
- 1886 Pianotrio in Bes groot
- 1886 Strijkkwartet nr. 1 in d klein
- 1890 Sonate in fis klein "Das Lied soll schauern und beben...", voor cello en piano, op. 1
- 1895-1896 Pianotrio in F groot, op. 8 (opgedragen aan Alexander Lodewijk George Frederik Emiel van Hessen-Darmstadt)
- 1902-1903 Strijkkwartet nr. 2 in D groot, op. 13 (opgedragen aan Alma Mahler)
- 1908 Pianokwintet in C groot, op. 23 (opgedragen aan Bruno Walter)
- 1918 Sonate in e klein, voor viool en piano, op. 27
- 1925 Strijkkwartet nr. 3 in cis klein, op. 36
- 1942 Strijkkwartet nr. 4 in c klein, op. 50
- 1943 Unorthographisches Fugato, voor strijkkwartet
- 1945 Sextett in g klein, voor klarinet, viool, altviool, cello, contrabas en piano, op. 55

- Biblioteca Nacional de España: XX896067
- Bibliothèque nationale de France: cb13898438j (data)
- Catàleg d'autoritats de noms i títols de Catalunya: 981058518732406706
- CiNii: DA04634362
- Gemeinsame Normdatei: 118593625
- International Standard Name Identifier: 0000 0001 0911 0861
- Library of Congress Control Number: n80107064
- Nationale Bibliotheek van Letland: 000056686
- MusicBrainz: 15a0fda7-75dd-472b-8c51-6e78f99ac510
- Bibliotheek van het Japanse parlement: 00839600
- Nationale Bibliotheek van Tsjechië: jn20000701404
- Nationale Bibliotheek van Israël: 987007266571305171
- Nationale Bibliotheek van Polen: a0000002067608
- Nederlandse Thesaurus van Auteursnamen: 069366748
- Istituto Centrale per il Catalogo Unico: MUSV051403
- LIBRIS: 214988
- SNAC: w69k4d1d
- Système universitaire de documentation: 030099536
- Trove: 1043224
- Virtual International Authority File: 66652706
- WorldCat: E39PBJwD3QBKpWy6c8YCrPY9Dq